# 이무방
이무방(李茂芳, 1319년 ~ 1398년)은 고려 말 조선 초의 문신이다. 본관은 광양(光陽)이고, 자는 석지(釋之)이다. 아버지는 찬성사에 증직된 이인영(李仁英)이다.

## 생애
1319년(충숙왕 6년)에 태어났다.
충목왕 때 과거에 급제해 전교교감(典校校勘)으로 보임되었다.
공민왕 초에 순창군(淳昌郡) 수령이 되었는데, 토산물을 구하려는 사람들의 청탁을 단호히 거절하였다. 그 뒤 헌납(獻納)이 되었다.
우왕이 즉위한 후 1376년(우왕 2) 경복흥(慶復興)과의 알력으로 파직되어 광양군(光陽君)에 봉해졌다.
창왕이 즉위한 뒤 검교문하시중(檢校門下侍中)에 올랐고, 공양왕 때는 추충여절찬화공신(推忠礪節贊化功臣)이 되었다.
조선이 건국된 뒤 광양부원군(光陽府院君)으로 봉해졌다. 시호는 문간(文簡)이다.
1398년(조선 태조 7년)에 사망하였다.